# Mengger (Bandung Kidul)
Mengger is een bestuurslaag in het regentschap Kota Bandung van de provincie West-Java, Indonesië. Mengger telt 10.955 inwoners (volkstelling 2010).